# Madingo-Kayes
Madingo-Kayes este un oraș din Republica Congo.